# Phyllocnistis argothea
Phyllocnistis argothea är en fjärilsart som beskrevs av Edward Meyrick 1933. Phyllocnistis argothea ingår i släktet Phyllocnistis och familjen styltmalar. Inga underarter finns listade i Catalogue of Life.